# Тюменбаев, Руслан Самаганович
Русла́н Самаганович Тюменба́ев (род. 28 мая 1986, Фрунзе) — киргизский борец греко-римского стиля. Призёр Олимпийских игр 2008 года, чемпион Азии, призёр азиатских игр.

## Биография
В 2006 году завоевал бронзовую медаль Азиатских игр в Дохе. В 2007 году стал бронзовым призёром чемпионата Азии. В 2008 году стал чемпионом Азии, а на Олимпийских играх в Пекине завоевал бронзовую медаль.
21 января 2016 года был задержан. По версии милиции, Тюменбаев ехал на автомобиле без документов, когда его остановили сотрудники ДПС. Машину поставили на штрафстоянку, однако борец начал угрожать милиционерам травматическим пистолетом, за что его и задержали.